# Strzegowo
Strzegowo è un comune rurale polacco del distretto di Mława, nel voivodato della Masovia.
Ricopre una superficie di 214,23 km² e nel 2004 contava 7 950 abitanti.